# Ōtsuchi
Ein Ōtsuchi (jap. 大槌, dt. „großer Hammer“) ist ein japanischer Vorschlaghammer, der hauptsächlich in der Funktion des Rammbocks zum Aufbrechen von Festungstoren und -türen eingesetzt wurde. Ein solcher Rammhammer war meist aus Holz gefertigt, der Stiel war oft mannshoch.